# Efekt motyla

Motyl Lorenza w rzeczywistości to wygląd trójwymiarowego wykresu atraktora Lorenza

Efekt motyla (ang. butterfly effect) – wrażliwa zależność od warunków początkowych, anegdotyczne przedstawienie chaosu deterministycznego. W tytułowej anegdocie trzepot skrzydeł motyla, np. w Ohio, może po trzech dniach spowodować w Teksasie burzę piaskową. Przykładami efektu motyla są zjawiska meteorologiczne.

## Historia odkrycia
Dowolny układ fizyczny, który zachowuje się nieokresowo, jest nieprzewidywalny.

W roku 1960 Edward Lorenz pracował nad komputerowym prognozowaniem pogody. Stworzył do tego celu układ 12 równań wyrażających relacje między temperaturą, ciśnieniem, prędkością wiatru itd. Sądził, jak większość ówczesnych naukowców, że prawie dokładne dane wejściowe dają prawie dokładne wyliczenia. To przekonanie okazało się jednak błędne.
Kiedy Lorenz wprowadził do komputera dwie liczby wejściowe – najpierw 0,506127, a później 0,506 – otrzymał w rezultacie dwa wykresy coraz bardziej różniące się od siebie w miarę upływu symulowanego czasu. Różnica wartości liczb na wejściu programu rzędu 0,025% okazała się bardzo znacząca na wyjściu. Takie zachowanie jakiegoś układu nazywa się wrażliwością na warunki początkowe lub efektem motyla. Prawidłowe prognozowanie pogody na więcej niż kilka kolejnych dni jest niemożliwe ze względu na nieznajomość chwilowych warunków pogodowych na tyle dokładnie, aby błąd w długookresowych obliczeniach był niezauważalny.

### Przykład ilustrujący efekt motyla
Z tego samego powodu - tutaj małego błędu przy zaokrąglaniu wyników cząstkowych obliczeń - różne elektroniczne maszyny liczące mogą dawać diametralnie różne wyniki. Jeżeli nie jest znany algorytm jakiego używa konkretny program, nie można ustalić z jakim błędem maszyna matematyczna podaje wynik. Przykładowo wykonano 50 iteracji wyrażenia:
{\displaystyle p_{n+1}=p_{n}+rp_{n}(1-p_{n})}
(gdzie wskaźnik n określa numer iteracji) dla {\displaystyle r=3} i wartości początkowej {\displaystyle p_{0}=0{,}01}  na trzech kalkulatorach – CASIO fx-7000G, HP 28S i Elektronika MK 61 oraz w arkuszu kalkulacyjnym Microsoft Excel (dla 30 miejsc znaczących po przecinku) na komputerze z 32-bitowym procesorem Intel Celeron. Otrzymano następujące wyniki: 0,003661629, 0,225758993390, 0,6701895 oraz 1,31399674660676.